# تيري درينكووتر
تيري درينكووتر (بالإنجليزية: Terry Drinkwater)‏ هو صحفي أمريكي، ولد في 9 مايو 1936 في دنفر في الولايات المتحدة، وتوفي في 31 مايو 1989 في ماليبو في الولايات المتحدة بسبب سرطان.